# Nabire
Nabire är en kabupatenhuvudort i Indonesien.   Den ligger i provinsen Papua, i den östra delen av landet, 3 200 km öster om huvudstaden Jakarta. Nabire ligger 8 meter över havet och antalet invånare är 43 898.
Terrängen runt Nabire är kuperad åt sydost, men åt sydväst är den platt. Havet är nära Nabire åt nordväst. Runt Nabire är det ganska glesbefolkat, med 39 invånare per kvadratkilometer. I omgivningarna runt Nabire växer i huvudsak städsegrön lövskog.